# Потос
Потос (грч. Πόθος) је у грчкој митологији био божанство, персонификација љубавне чежње.

## Митологија
Потос је био син Зефира и Ириде. Помиње се и као Афродитин или Еросов син. Браћа су му Химерос и Антерос. Он је пратилац своје мајке Афродите или бога Диониса, заједно са својом браћом, Харитама и еротима. Он изазива чежњу ка нечему што је недостижно, односно достижно само у бољем, савршенијем свету, па је повезиван и са смрћу. У прилог томе говори и то да се његово име употребљавало за цветове врста Delphinium који су се полагали на гробовима.

## Потос у уметности и филозофији
Потос је приказиван на грчким вазама и то као млад човек без браде. Скулптор Скопас је начинио једну његову скулптуру која се налазила у Афродитином храму у Мегари. Изгледа да је ова скулптура била инспирација за уобичајене ликовне представе Александра Великог. Уосталом, Аристобул, његов биограф, је изгледа убацио мотив Потоса приликом описа Александровог освајања Ахеменидског царства, приписујући његове потезе жељи да види свет. У делима филозофа попут Плотина (205-270) реч „потос“ се употребљавала да опише људску страст према лепом, жељу за знањем и трагање за свим што је добро и реално.

## Биологија
Латинско име ове личности (Pothos) је назив рода биљака.